# 舍夫琴科韋 (茲納緬卡區)
48°37′42″N 32°48′39″E / 48.62833°N 32.81083°E
舍夫琴科韋（烏克蘭語：Шевченкове），是烏克蘭中部的村莊，隸屬基洛夫格勒州的亞歷山德里亞區。該村始建於1872年，面積0.62平方公里，海拔高度109米，2001年人口19，人口密度每平方公里30.7人。